# تورنیی‌سنت‌میکلوش
تورنیی‌سِنت‌میکلوش (به مجاری:  Tornyiszentmiklós) یک منطقهٔ مسکونی در مجارستان است که در ناحیه لنتی واقع شده‌است.